# Bertschikon bei Gossau
Bertschikon ist eine Aussenwacht der Gemeinde Gossau ZH (Bezirk Hinwil) im Kanton Zürich in der Schweiz.

## Geographie
Bertschikon liegt mitten in der Drumlinlandschaft des Zürcher Oberlandes und grenzt an die Städte Uster und Wetzikon.

## Geschichte

### Frühgeschichte
Die Siedlung Bertschikon erscheint erst spät in schriftlichen Urkunden. 1279 wird sie erstmals erwähnt. Dennoch hat man in dieser Wacht die frühesten Siedlungsspuren Gossaus entdeckt: einen Schalenstein aus der frühen Bronzezeit, der auf der Fluh Hexrüti gefunden wurde, heute aber verschollen ist. Ein zweiter Fund eines Schalensteins dekoriert heute den Bertschiker Dorfplatz.

### Mittelalter

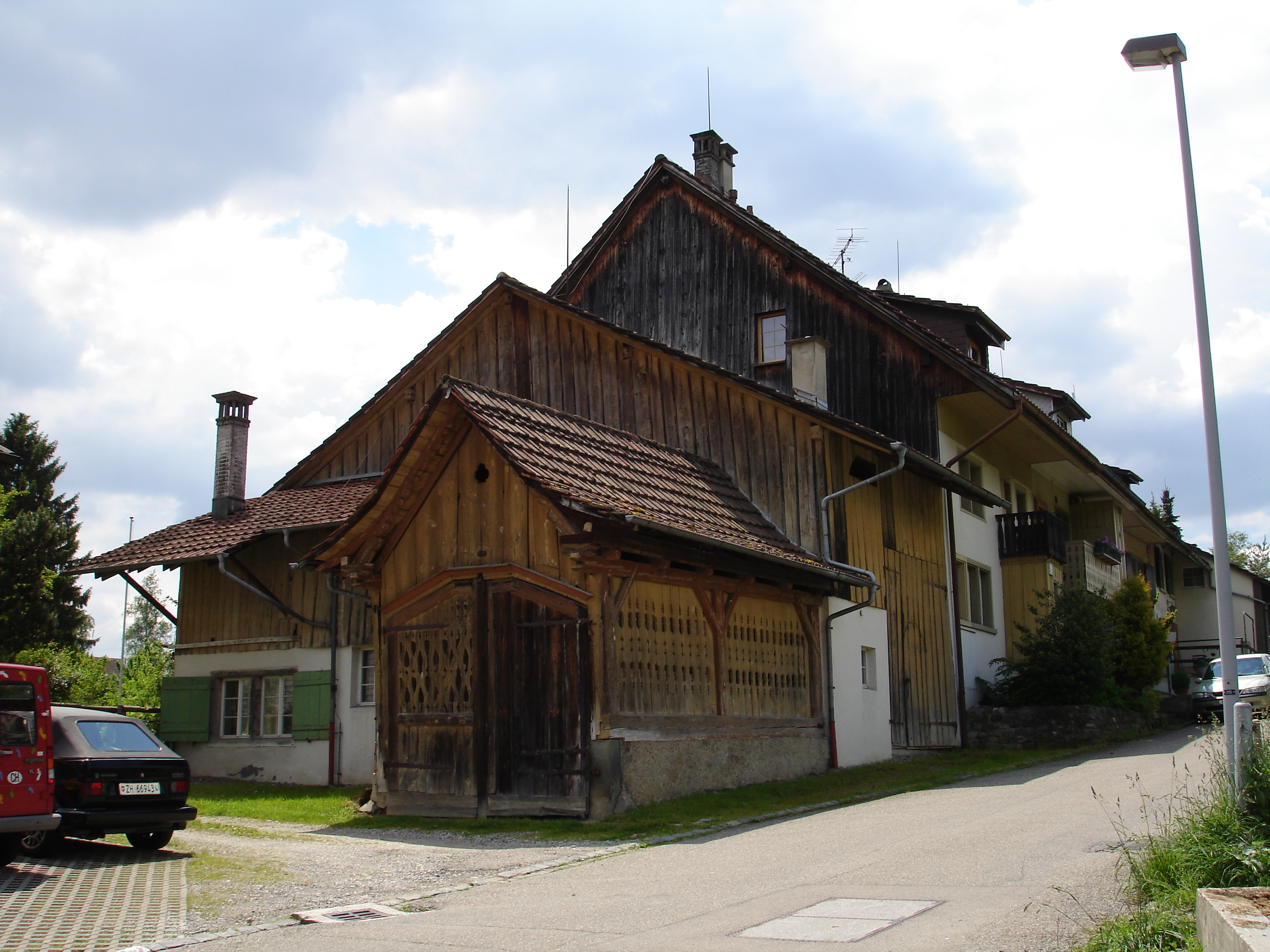
Sog. «Stock», ein sechsteiliges Reihenhaus, dessen Kern aus dem Mittelalter stammt. Das angebaute Häuschen im Vordergrund ist das alte Spritzenhaus.

Bertschikon gehörte, wie die benachbarten Weiler Binzikon, Itzikon, Wernetshausen und die Dörfer Gossau, Grüt, Ottikon – zur mittelalterlichen Dingstatt Binzikon. Eine Dingstatt ist ein Relikt aus der alamannischen Zeit, abgeleitet vom Wort «Thing», das eine Stammesversammlung zur Rechtsprechung bezeichnete. Die Dingstatt Binzikon füllte eine der Lücken im Stadtstaat Zürich, die entstanden, als dieser zwischen dem 13. und 15. Jahrhundert sein Territorium überwiegend durch den Kauf von Grundbesitztümern ausbaute. Dabei gaben nicht alle lokalen Grundherren ihre Rechte an Zürich ab.
Die meisten Einwohner der Dingstatt Binzikon profitierten von speziellen Freiheiten: Sie bezahlten zwar den Zehnten an einen adligen oder kirchlichen Grundbesitzer, waren aber nicht – wie im Feudalismus üblich – dessen Leibeigene. Als freie Bauern verfügten sie über vergleichsweise grosszügige Rechte. Unter anderem konnten sie Gericht über Fragen des Zivilrechts halten. Die entsprechenden Gerichtstage fanden zweimal jährlich entweder in Binzikon oder Bertschikon statt.
An die einstigen Herrschaftsverhältnisse in Bertschikon erinnert auch das Wappen der Wacht mit den drei roten Rosen. Es sind die Rosen der Stadt Rapperswil, die 1415 von einem Landadligen einen ersten Teil der Rechte an Bertschikon erwarb und 1494 den Dorfleuten zusätzlich die Rechte an der St. Nikolaus-Kapelle abkaufte. Bis 1830 zog die Rosenstadt als Eigentümerin der Wacht den Zehnten ein.

### Neuzeit

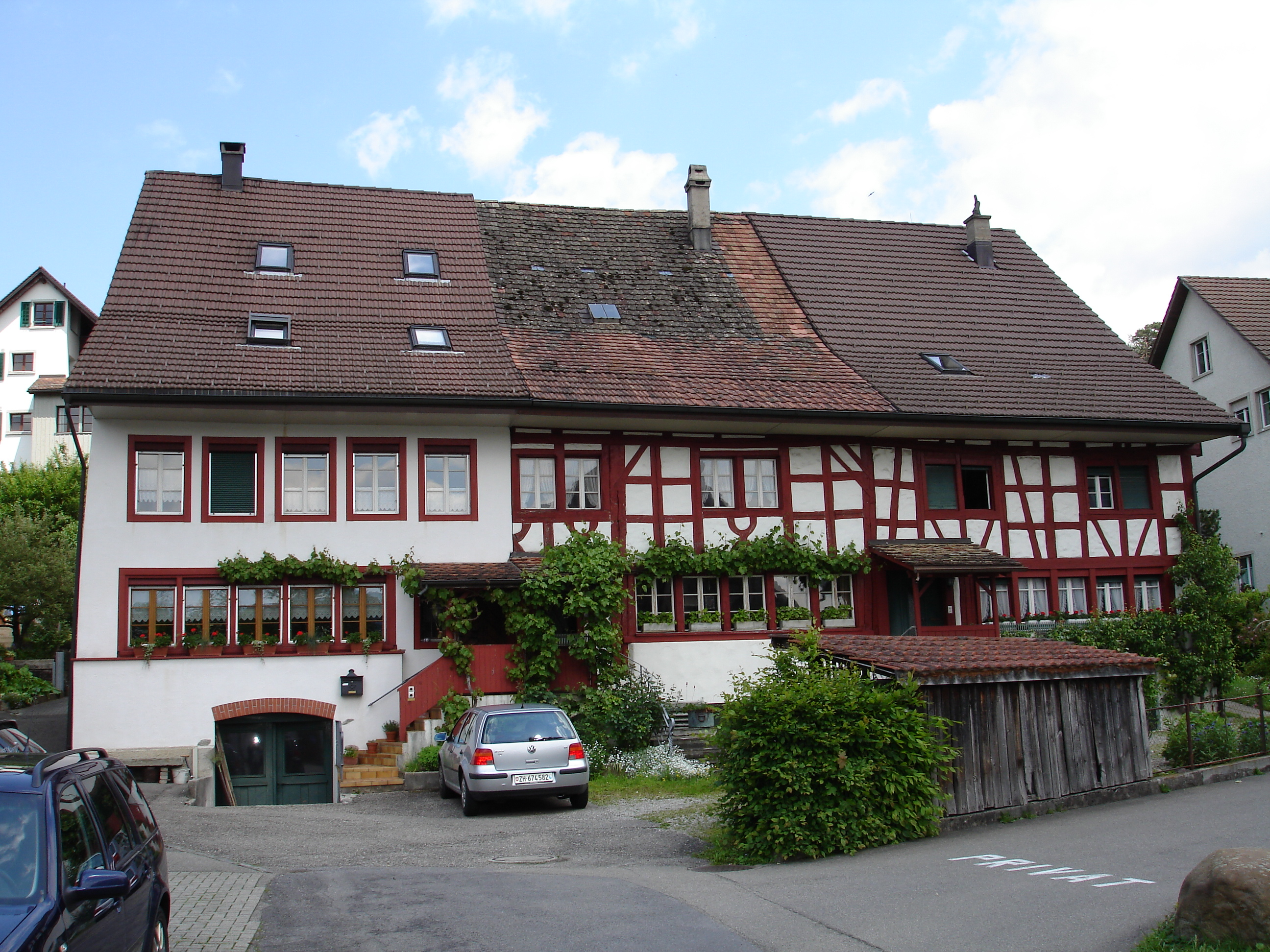
Die ehemalige Taverne zum Löwen. 1731 wurde das Gebäude umgebaut.

Trotz ihrer privilegierten Stellung waren die freien Bauern Bertschikons arm. Das lag nicht zuletzt an der von Hügeln (Drumlins) geprägten Topografie des Dorfes. Das Gelände zwang die Kleinbauern, ihr Land nach dem System der Egartenwirtschaft zu bebauen, anstatt auf die lukrativere Dreizelgenwirtschaft umstellen zu können. Mit der Heimindustrie, die im späten 18. Jahrhundert aufkam, konnten sie sich ein Zubrot verdienen. Sie verhalf dem Dorf zu einem gewissen Aufschwung, der aber von der Krise der Baumwollindustrie in der zweiten Hälfte des 18. Jahrhunderts zunichtegemacht wurde. Schon 1816 entstand in Bertschikon eine kleine Textilfabrik, die erste der Gemeinde Gossau, zu der die Wacht gehört. Trotzdem konnte sich hier keine eigentliche Industrie entfalten.
In der zweiten Hälfte des 18. Jahrhunderts stellten die Bauernbetriebe, wie überall in Gossau, auf die Milchwirtschaft als Hauptzweig um. Damit kehrte im Dorf ein gewisser Wohlstand ein. Bis zur Mitte des 20. Jahrhunderts blieb Bertschikon ein reines Bauerndorf. Im Zuge der Hochkonjunktur in der Nachkriegszeit entwickelte sich die Wacht jedoch zu einem begehrten Wohnort und steigerte ihre Einwohnerzahl beträchtlich: Zwischen 1950 und 2012 wuchs die Bevölkerung um das Dreifache.

## Verkehr
Die Autobusse der VZO verkehren Werktags viertelstündlich nach Uster und Gossau. An Feiertagen, Wochenenden und abends ab 20:00 Uhr halbstündlich.

## Politik
Politisch gehört Bertschikon zur Gemeinde Gossau ZH (Bezirk Hinwil). Mit der Postleitzahl 8614 wird jedoch keine eindeutige Zuordnung vorgenommen, denn die Nachbarswacht Sulzbach ZH besitzt genau dieselbe, gehört aber zu Bezirk und Gemeinde Uster.

## Wirtschaft/Gewerbe
Zum Dorf gehören ein Volg, ein Coiffeur sowie zwei Wirtschaften («Zur alten Post» und «Traube»), ein Bauunternehmen und eine Schreinerei haben ebenfalls ihren Sitz in Bertschikon. Vier Bauernhöfe verkaufen zudem ihre saisonalen Produkte bei ihren Selbstbedienungsständen, auch werden einmal wöchentlich Zopf beziehungsweise Holzofenbrot angeboten. Ausserhalb von Bertschikon in Richtung Wetzikon befindet sich das Schafwollzentrum Zürcher Oberland mit einem kleinen Hofladen für Schafprodukte.

## Schule
Im Dorf gibt es einen Kindergarten sowie die Primarschule Männetsriet. Der Neubau des Kindergartens ermöglichte ein zusammenlegen der 1. Klasse mit dem Kindergarten zur Grundstufe (siehe Unterkapitel). Nach der Primarschule besuchen die Schüler wahlweise das Gymnasium (Kantonsschule Zürcher Oberland) in Wetzikon oder die Sekundarschule in Gossau ZH.

## Bevölkerung
In der neuesten Erhebung der Bevölkerungszahl von 2012 leben in Bertschikon etwa 1050 Menschen. Noch 1950 hatte Bertschikon 345 Einwohner.